# Vikasnagar
Vikasnagar (hindi विकासनगर) – miasto w północnych Indiach w stanie Uttarakhand, na pogórzu Himalajów Małych.
Populacja miasta w 2001 roku wynosiła 12 485 mieszkańców.